# 2007 TY172
2007 TY172 (inne oznaczenie K07TH2Y) – należy do planetoid pasa głównego.

## Odkrycie
2007 TY172 to trzecia planetoida odkryta przez uczniów XIII LO w Szczecinie 2 października 2007 roku pracujących pod kierunkiem Tomasza Skowrona, nauczyciela fizyki. Odkrycia dokonał Tomasz Niedźwiedź w ramach Międzynarodowej Kampanii Poszukiwania Asteroid (International Asteroid Search Campaign), w której szkoła bierze udział.
Uczniowie analizują otrzymane zdjęcia fragmentów nieba, na których przy pomocy specjalnego oprogramowania poszukują obiektów poruszających się na tle gwiazd. Nazwa planetoidy jest oznaczeniem tymczasowym.
2007 TY172 okrąża Słońce w ciągu 3 lat i 292 dni w średniej odległości 2,43 j.a.